# Conus yemenensis
Conus yemenensis é uma espécie de gastrópode do gênero Conus, pertencente à família Conidae.